# ميسيل كوليف
ميسيل كوليف (بالبلغارية: Ангел Колев)‏ هو لاعب كرة قدم بلغاري في مركز نصف الجناح، ولد في 22 أغسطس 1953 في صوفيا في بلغاريا. لعب مع نادي لوكوموتيف صوفيا.

## وصلات خارجية
- ميسيل كوليف على موقع قاعدة بيانات كرة القدم.إي يو (الإنجليزية)
- ميسيل كوليف على موقع ناشيونال فوتبول تيمز (الإنجليزية)